# Dipoena esra
Dipoena esra är en spindelart som beskrevs av Claude Lévi 1963. Dipoena esra ingår i släktet Dipoena och familjen klotspindlar.
Artens utbredningsområde är Peru. Inga underarter finns listade i Catalogue of Life.